# 14226 Хамура
14226 Хамура (14226 Hamura) — астероїд головного поясу, відкритий 7 грудня 1999 року.
Тіссеранів параметр щодо Юпітера — 3,362.